# Striginae
Sous-famille
Les Striginés (Striginae) sont une sous-famille d'oiseaux de la famille des Strigidés.